# Американская концессия в Тяньцзине
Американская концессия в Тяньцзине (кит. 天津美租界, пиньинь Tiānjīn měi zūjiè) — территория в китайском городе Тяньцзинь, которая де-факто находилась под контролем США с 1860-х годов до 1901 года (сейчас это район Сяобайлоу). Управление этой территорией со стороны американцев было довольно необычным: официальных документов, закрепляющих её границы, не существовало. Фактически её статус держался лишь на неформальном признании со стороны США, правительства империи Цин, а также властей других иностранных концессий в Тяньцзине — немецкой, русской и британской.

## Правовой статус американской концессии в Тяньцзине
Не сохранилось никаких документов о создании, разграничении или даже покупке американской концессии в Тяньцзине в 1860 году. Это подтверждается заявлением госсекретаря США Ричарда Олни от 1896 года, адресованным американскому послу в Пекине Чарльзу Денби-младшему:

«Нет никаких свидетельств того, что США официально принимали эту концессию (в Тяньцзине)»

Отсутствие юридических документов не раз приводило к дипломатическим конфликтам. Даже Конгресс США не имел чёткой позиции: американские власти несколько раз отказывались от управления территорией, но из-за её экстерриториального статуса цинское правительство не решалось вернуть её под свой контроль, опасаясь спровоцировать войну. Фактически, сложилась негласная договорённость между США и империей Цин о существовании этой зоны — без формального закрепления её статуса.

## История

### Учреждение
Процесс оформления концессии остаётся неясным и, судя по всему, больше зависел от китайских чиновников (даотаев и ямыней), чем от американских дипломатов. По словам посла Денби, участок земли был передан США цинским сановником Чунхоу в знак признания роли Америки как посредника при заключении Пекинской конвенции 1860 года — наряду с концессиями Великобритании и Франции. Однако в тот момент США стояли на пороге Гражданской войны, и китайские дела отошли на второй план. Ни в архивах американской миссии в Пекине, ни в консульстве Тяньцзиня не сохранилось документов, официально закрепляющих передачу этой территории.
Американское дипломатическое присутствие в Китае активизировалось лишь в 1862 году с открытием миссии в Пекине, а консульство в Тяньцзине появилось только в 1866 году. Поскольку Вашингтон был сосредоточен в основном на экономических интересах в Японии и Филиппинах, управление концессией легло на плечи отдельных консулов. В 1877 году консул Джордж Бромли организовал патрулирование территории силами американских торговцев, но вскоре распустил отряды, сославшись на «отсутствие юрисдикции», и попытался вернуть землю китайским властям. Аналогичную попытку в 1895 году предпринял его преемник, Шеридан Рид, однако цинский посол Чжэн Цзаожу отверг это предложение.
Ситуация обострилась, когда Германия, потребовавшая концессию в качестве «награды» за давление на Японию в вопросе Ляодунского полуострова, включила в свои притязания и американский участок. Узнав об этом, глава американской дипломатической миссии Чарльз Денби-младший заявил протест, настаивая на сохранении юрисдикции США — несмотря на то, что фактически территория уже контролировалась Китаем. Кризис разрешился после того, как Германия признала американские претензии. Тем не менее, в июне 1896 года правительство США вновь заявило об отказе от управления концессией — что, впрочем, не привело к её ликвидации из-за позиции Цинской империи.

### Боксерское восстание
После подавления Боксерского восстания (1899—1901) позиция США в отношении тяньцзиньской концессии изменилась. Американский посол Эдвин Конгер потребовал восстановления контроля над территорией в качестве компенсации за участие в операции против ихэтуаней. Опасаясь новых иностранных репрессий, цинские власти запросили мнение Великобритании и Германии, что вызвало резкий протест Конгера и его преемника Джеймса Рэгсдейла. В попытке урегулировать конфликт Ли Хунчжан и Юань Шикай предложили США другой участок земли, но американская сторона отвергла это предложение.
Цинские чиновники предложили ещё два варианта, однако оба были отклонены из-за их неудобного расположения. Рэгсдейл настаивал, что новая концессия необходима для защиты прав американских подданных и развития торговли. Тем не менее Госдепартамент США предпочёл отказаться от эксклюзивного анклава, посчитав более выгодным вариантом интернациональные концессии по образцу Шанхая или Гуланъюя.
23 октября 1902 года американская концессия была официально присоединена к британской в качестве её «Южного расширения». Соглашение подписали Эдвин Конгер и британский посол Эрнест Сатоу.

## Жизнь в концессии
В отличие от благоустроенной британской зоны, американская концессия в Тяньцзине производила удручающее впечатление. В 1902 году британский посол в Китае назвал её «грязной и неприглядной». Центральные кварталы — Чжуцзяхутун (朱家胡同) и Синхуацунь (杏花村) — были известны как район публичных домов, что лишь подчёркивало маргинальный статус территории. После конфликта с Германией в 1895 году Чарльз Денби-младший попытался укрепить американское влияние:
- создал местную полицейскую патрульную службу
- ввёл налогообложение для коммерческих предприятий в концессии[3].

Однако эти меры не смогли переломить ситуацию. К началу XX века американская диаспора в Тяньцзине сократилась до минимума:
- В 1902 году посол Эдвин Конгер отмечал, что в городе проживало всего 85 американцев
- Ни одна из пяти американских компаний не располагалась в самой концессии[4].

Даже ключевые предприятия на территории — China Merchants’ Steam Navigation Company и Chinese Engineering and Mining Company (CEMC) — хотя и занимали выгодные участки у реки, фактически контролировались иностранным капиталом (CEMC и вовсе перешла под британское управление в 1901 году). Эти факторы окончательно убедили Госдепартамент США в бессмысленности удержания концессии:
- Нет американского населения → незачем тратить ресурсы на управление
- Нет экономического влияния → концессия не приносит выгод
- Британцы предлагают выгодные условия → проще передать территорию им.

В результате в 1902 году американская зона была поглощена британской концессией, поставив точку в этой странной главе американо-китайских отношений.